# Goronwy Owen
Goronwy Owen (22 juin 1881 - 26 septembre 1963) est un homme politique et homme d'affaires libéral gallois.

## Éducation, guerre et affaires
Owen est né à Penllwyn, Aberystwyth. Il fait ses études à la Ardwyn Grammar School et au University College of Wales, Aberystwyth, où il obtient une maîtrise. Il travaille comme instituteur à Londres jusqu'en 1914, puis rejoint le London Welsh Battalion (15th Royal Welch Fusiliers) en tant qu'officier. Il sert en France et reçoit l'Ordre du Service distingué en 1916. Il est promu major de brigade et mentionné deux fois dans les dépêches. En 1948, cependant, il est considéré comme ayant atteint le grade de lieutenant-colonel. Après la guerre, il est admis au barreau par Gray's Inn, mais le droit est un intérêt secondaire par rapport aux affaires et à la politique. Il devient membre de la Bourse de Londres et se lance dans le secteur pétrolier. Il est président de British Controlled Oilfields qui a des intérêts au Venezuela et dans les Caraïbes et siège au conseil d'administration de la Trinidad Petroleum Development Company.

## Politique
Owen est élu député libéral de Caernarvonshire lors des élections générales de 1923. Il est réélu aux élections générales de 1929 en tant que libéral, battant l'opposition travailliste, conservatrice et nationaliste galloise avec une majorité de 3 460 voix. Aux élections de 1931, il est qualifié de libéral indépendant et conserve son siège contre les travaillistes et deux opposants nationalistes, mais avec une majorité beaucoup plus étroite de 694 voix. Aux élections de 1935, Owen se présente à nouveau en tant que libéral indépendant contre l'opposition travailliste et nationaliste, portant sa majorité à 1 497 voix. Lors de la victoire écrasante du parti travailliste aux élections générales de 1945, il n'a de nouveau aucun candidat conservateur à affronter, mais il est battu par le candidat travailliste Goronwy Roberts, avec une majorité de plus de 6 000 voix.

## Liens avec Lloyd George
Goronwy Owen est lié de loin à David Lloyd George par mariage, sa femme Gladwyn, qu'il épouse en 1925, est la sœur d'Edna, la femme de Gwilym Lloyd George. Pendant les scissions libérales des années 1930, Owen fait donc partie du soi-disant «groupe familial» de Lloyd George composé de quatre députés libéraux indépendants, qui comprend également Lloyd George, sa fille Megan Lloyd George et son fils Gwilym. En août 1931, le groupe familial Lloyd George soutient d'abord la formation du gouvernement national. Gwilym devient ministre subalterne au Board of Trade et Owen est whip du gouvernement, occupant le poste de contrôleur de la maison. Cependant, ils rompent avec la coalition sur la question du libre-échange et démissionnent de leurs postes gouvernementaux en octobre. Pendant une brève période également en 1931, Owen est whip en chef libéral à la Chambre des communes. Il est fait chevalier dans la liste des honneurs du Nouvel An de 1944 pour services politiques et publics. Le groupe familial revient au parti libéral immédiatement après les élections générales de 1935.

## Galles du Nord
Owen a une maison dans le nord du Pays de Galles et y joue un rôle actif dans la vie locale et politique. Il est conseiller et échevin du conseil du comté de Caernarvonshire, président du comité des salaires agricoles pour Caernarvonshire, Anglesey, Merionethshire et Montgomeryshire. Il est magistrat et sous-lieutenant du Caernarvonshire. Il est également président de la Fédération libérale du nord du Pays de Galles. Owen est aussi président de l'association des forces territoriales et auxiliaires de Caernarvonshire et d'Anglesey et officier de l'armée du comté. Il est président de la Gwynedd Police Authority de 1955 à 1956, après avoir été vice-président de 1954 à 1955.